# شهري (مقاطعة كلاردشت)
شهري (بالفارسية: شهری) هي قرية تقع في قسم بيرون‌بشم الريفي (مقاطعة كلاردشت) في إيران. يقدر عدد سكانها بـ 127 نسمة .